# Maol Muire Ua Dunáin
Maol Muire Ua Dunáin [ˈmueːl ˈmuirʲə oːˈdunaːɲ] (* 1040 in Irland; † 9. Januar 1117 in Clonard) war Bischof der Iroschottischen Kirche von Meath, erster Erzbischof von Cashel und Legat des Papstes Paschalis II. Er war der führende Reformer der irischen Kirche zu Beginn des 12. Jahrhunderts, dem es auf den Synoden von 1101 und 1111 gelang, eine modernere Diözesan-Verwaltung in Irland einzuführen.

## Werdegang zum führenden Reformer
Über den frühen Lebenslauf von Maol Muire ist kaum etwas bekannt. Sein Name lässt sich  nicht mit einer der damals führenden Familien verknüpfen. Es wird vermutet, dass er sein religiöses Leben als Mönch im Kloster von Clonard begann. Die früheste Nennung seines Namens findet sich auf einer Urkunde, die um 1092 entstand und später in das Book of Kells kopiert wurde. Hier wird er als Bischof von Meath genannt.
Am Ende des 11. Jahrhunderts schloss sich Maol Muire den Reformern um Domnall Ua hÉnna, dem Bischof von Munster an. Domnall stand im engen brieflichen Kontakt zu Lanfranc von Canterbury und seinem Nachfolger Anselm. 1096 schickten die Reformer Mael Iosa Ua h-Ainmire zu Anselm mit der auch von Maol Muire unterzeichneten Petition, Mael Iosa zum Bischof von Waterford zu weihen.
Als Domnall 1098 starb, fiel die Führungsrolle der irischen Reformer an Maol Muire. Die genauen Umstände der Ernennung von Maol Muire zum päpstlichen Legaten sind unbekannt. Es ist aber sehr wahrscheinlich, dass er mit Unterstützung seines Königs Muirchertach Ua Briain und der Empfehlung von Anselm nach Rom reiste, um den 1099 neu gewählten Papst Paschalis II. zu treffen. Paschalis setzte das von seinen Vorgängern Leo IX. und Gregor VII. begonnene Verfahren fort, mit Hilfe von Legaten, die weit reichende Vollmachten besaßen und mit päpstlicher Autorität Entscheidungen treffen konnten, die Reformbewegung in Europa voranzutreiben. Dies war insbesondere vorteilhaft für entfernte Länder wie Irland.

## Tätigkeit als päpstlicher Legat
Von Maol Muire und seinem König Muirchertach Ua Briain wurde 1101 die Synode von Cashel organisiert, die zusammen mit den folgenden Synoden von 1111 in Rathbreasail und 1152 in Kells zur Reformierung der irischen Kirche führte. Eine wesentliche Errungenschaft der Synode von 1101 lag in der zugesicherten Unabhängigkeit des kirchlichen Besitzes und der kirchlichen Ämter von den weltlichen Herrschern. Entsprechend wurde die Praxis der erblichen Weitergabe von Kirchenämtern an Laien für unzulässig erklärt.
Nachdem Cellach Mac Aodh in Armagh Nachfolger wurde, eröffnete sich die Möglichkeit, die Reformen auch außerhalb des Einflussbereiches von König Muirchertach umzusetzen. Cellach konnte für die Reformseite gewonnen werden und wurde höchstwahrscheinlich von Maol Muire 1106 in Munster zum Bischof geweiht. Ein weiterer Reformer konnte gewonnen werden, nachdem Gilbert nach einem Treffen mit Anselm in Rouen im Sommer 1106 nach Irland kam und Ende des Jahres wahrscheinlich von Maol Muire zum Bischof von Limerick geweiht wurde. Im weiteren Reformprozess fiel Gilbert eine wesentliche Rolle zu, als er 1110 oder 1111 als Nachfolger von Maol Muire zum Legaten ernannt wurde.

## Arbeit als Erzbischof von Cashel
Die nun größer gewordene Reformgruppe von Gilbert, Maol Muire und Cellach mit Unterstützung von König Muirchertach gelang 1111 in der Synode von Rathbreasail die Einführung einer modernen Diözesan-Verwaltung in Irland. Hier wurde Maol Muire erster Erzbischof der neugeschaffenen Erzdiözese von Cashel und somit klerikaler Führer im südlichen Teil Irlands.
Als 1114 König Muirchertach krank wurde, kam es zu einem jahrelang andauernden Konflikt zwischen ihm und seinem Bruder Diarmaid. Die Gelegenheit nutzend, konnte Diarmaid seinen Bruder von Limerick nach Killaloe vertreiben. Muirchertach kam jedoch wieder frei und konnte die Kontrolle zurückgewinnen. Jedoch fiel im Zuge der Auseinandersetzungen sein Sohn Domnall in die Hände von Diarmaid, der drohte, Domnall zu blenden, falls Muirchertach nicht seine Bedingungen akzeptieren würde. Um seinen Sohn zu retten, gab Muirchertach seinen Anspruch auf. 
Im Alter von 76 Jahren zog sich Maol Muire nach Clonard zurück und starb dort 1117.

## Sekundärliteratur
- Aubrey Gwynn und R. Neville Hadcock, Medieval Religious Houses Ireland 1970, Longman, London. ISBN 0582-11229-X.
- Aubrey Gwynn, The Irish Church in the Eleventh and Twelfth Centuries 1992. ISBN 1-85182-095-7

| Personendaten    | Personendaten                           |
| ---------------- | --------------------------------------- |
| NAME             | Maol Muire Ua Dunáin                    |
| ALTERNATIVNAMEN  | Idunan (lateinisch); O'Dunan (englisch) |
| KURZBESCHREIBUNG | erster Erzbischof von Cashel            |
| GEBURTSDATUM     | 1040                                    |
| GEBURTSORT       | Irland                                  |
| STERBEDATUM      | 9. Januar 1117                          |
| STERBEORT        | Clonard                                 |